# Halvdan Ljosne
Halvdan Ljosne (Ljøsne) est un peintre norvégien né le 31 mai 1929 et mort le 6 février 2006 dont l'œuvre non figurative s'est développée aux limites d'une abstraction ponctuée d'éléments allusifs qui l'apparente aux expressions de la nouvelle École de Paris.

## Biographie
Halvdan Ljosne naît le 31 mai 1929 à Vaga en Norvège. Après avoir fréquenté à Oslo le Collège national d'art et l'Académie nationale des Beaux-arts de 1950 à 1953, il poursuit sa formation à Paris  en 1953 et 1954 dans l'atelier de Gustave Singier à l'Académie Ranson, étudiant l'esthétique à la Sorbonne puis, en 1956, l'histoire de l'art à l'Université d'Oslo. De 1958 à 1967, Halvdan Ljosne enseigne à l'Institut de la forme et de la couleur (Université technologique de Trondheim), et de 1967 à 1983 à l'Académie nationale des Beaux-Arts d'Oslo.

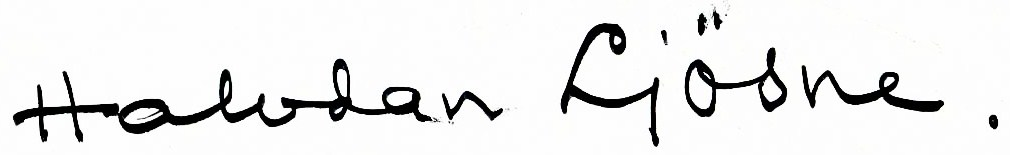
Signature de Halvdan Ljosne

Halvdan Ljosne présente en 1956 à Paris sa première exposition personnelle, exposant ensuite en Norvège, à Oslo mais aussi Trondheim, Moss, Lillehammer, Bergen. Il participe à de nombreuses expositions collectives, notamment de peinture norvégienne en Allemagne, Yougoslavie, Suède, Danemark, États-Unis et Canada. Il réalise de 1967 à 1987 une dizaine de peintures murales pour des bâtiments publics et privés. Depuis le début des années 1990 la célèbre galerie Haaken d'Oslo expose ses œuvres.

## L'œuvre
Les peintures de Halvdan Ljosne suggèrent souvent dans une lumière crépusculaire des visions imaginaires de villes, façades et fenêtres.

### Expositions personnelles
- 1956 Galerie Olga Bogroff, Paris
- 1960, 91 Trondhjems Kunstforening
- 1962, 73 Galleri Holst Halvorsen, Oslo
- 1969, 84 Galleri F15, Moss
- 1971 Galleri Strømmen, Trondheim
- 1978 Galleri Moderne Kunst, Oslo
- 1980 Galleri HH, Lillehammer
- 1981, 86 Aud Øygarden galleri, Seljord
- 1984 Stavanger Kunstforening
- 1987 Galleri Kampen, Oslo
- 1989, 94 Galleri 87 Sandnes
- 1990 Kunstnernes Hus, Oslo
- 1992 Nordens Hus, Torshavn
- 1993, 96, 00 Galleri Haaken, Oslo
- 1997 Galleri Vikerødgården, Furnes

## Musées norvégiens
- Nasjonalgalleriet
- Nasjonalmuseet for kunst, arkitektur og design
- Museet for samtidskunst
- Bergen Billedgalleri
- Rolf E. Stenersens samling
- Trøndelag Kunstgalleri
- Stavanger faste galleri
- Moss faste galleri